# Hedi Klug
Hedi Klug (* 18. April 1932 in Prag; † März 2003) war eine tschechische Operetten-, Opern- und Konzertsängerin (Sopran).

## Leben
Die Sopranistin war von 1955 bis 1957 am Opernhaus von Nürnberg tätig. Von 1957 bis 1961 war sie Ensemblemitglied der Städtischen Oper Berlin. Im Jahre 1959 wechselte die Künstlerin an das Theater am Gärtnerplatz in München, wo sie zu den führenden Sängerinnen des Hauses avancierte. Ihren ersten  Erfolg hatte sie als Saffi in der Operette Der Zigeunerbaron. Eine ihrer  Glanzrolle war die der Rosalinde in Die Fledermaus. Bis 1981 war sie dem Theater am Gärtnerplatz treu. Dort sang sie später auch Partien aus dem lyrisch-dramatischen Opernrepertoire, u. a. die Pamina in der Die Zauberflöte, die Marie in Smetanas Die verkaufte Braut, die Antonia in Hoffmanns Erzählungen, die Marguerite im Faust von Gounod, die Micaëla in Carmen sowie die Lisa in Tschaikowskys Pique Dame, um nur einige zu nennen. Klug sang ferner an den Musikbühnen in Köln, Hamburg, Zürich und Wien. Ferner sang sie 1968 die  Mariza  in Gräfin Mariza und 1970 die Janka in Die ungarische Hochzeit bei den Seefestspielen Mörbisch. 
Neben ihrer Bühnenpräsenz war Klug  eine Konzertsängerin. Als solche trat sie  in Brüssel, Wien, Kopenhagen und in der Royal Festival Hall in London, ebenso in den großen Zentren des deutschen Musiklebens, auf. Bei den Festspielen von Bregenz brillierte sie 1962 in der Uraufführung der Operette Die Trauminsel von Robert Stolz. Zwei Jahre später sang sie bei den Festspielen von Athen das Sopransolo in der 9. Sinfonie von Beethoven unter Joseph Keilberth, später die gleiche Partie unter Robert Heger in Wien.

## Schallplatten
- Querschnitt durch »Hoffmanns Erzählungen« (sowohl in deutscher[2] als auch in französischer[3] Fassung)
- Amadeo (Querschnitt durch die Operette »Die Trauminsel« von Robert Stolz)
- eurodisc (Querschnitt durch die Operette «Glückliche Reise» von Eduard Künneke)